# 21e étape du Tour de France 2011
Pour un article plus général, voir Tour de France 2011.
La 21e étape du Tour de France 2011 s'est déroulée le dimanche 24 juillet 2011 en partant de Créteil et en arrivant aux Champs-Élysées. Le Britannique Mark Cavendish remporte cette étape, sa cinquième sur ce Tour de France. L'Australien Cadel Evans remporte l'édition 2011 en 86 heures 12 minutes 22 secondes, devant Andy Schleck à 1 minute 34 secondes, et Fränk Schleck à 2 minutes 30 secondes.

## Profil de l'étape
Le départ fictif fut donné de la préfecture de Créteil à 14h30 et le départ réel lancé à 14h50 de Créteil sur la Route nationale 19.

## La course

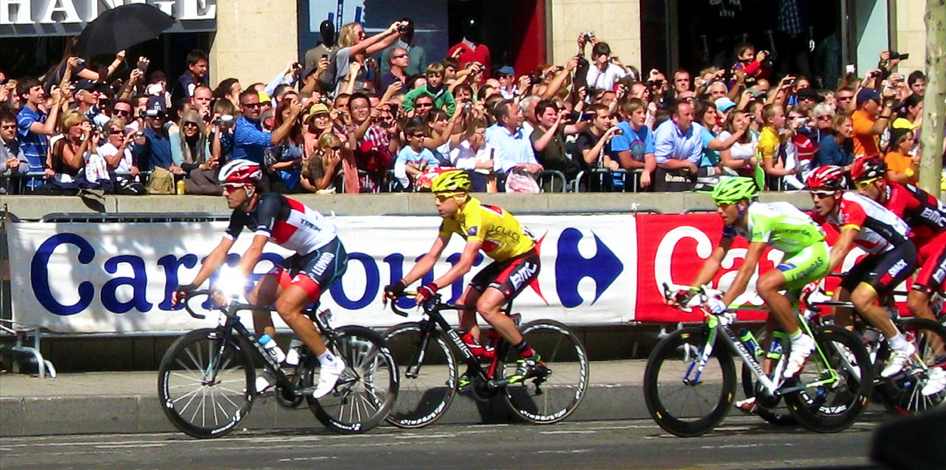
Cadel Evans portant le maillot jaune dans Paris.

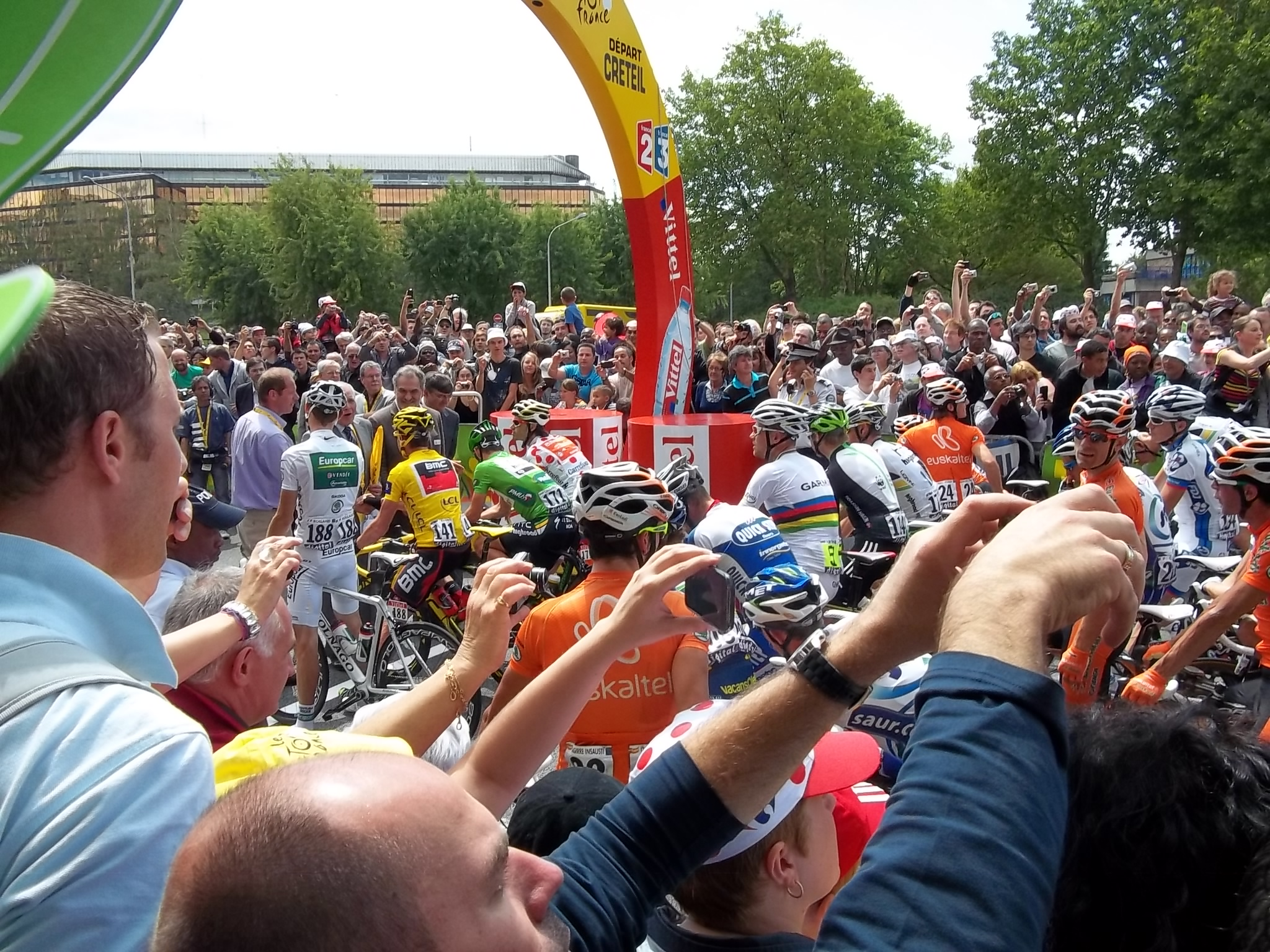
Départ à Créteil

## Sprints
| Premier     | Kristjan Koren       | 20 pts. |
| Deuxième    | Jérémy Roy           | 17 pts. |
| Troisième   | Sérgio Paulinho      | 15 pts. |
| Quatrième   | Lars Ytting Bak      | 13 pts. |
| Cinquième   | Christophe Riblon    | 11 pts. |
| Sixième     | Ben Swift            | 10 pts. |
| Septième    | Mark Cavendish       | 9 pts.  |
| Huitième    | Matthew Goss         | 8 pts.  |
| Neuvième    | José Joaquín Rojas   | 7 pts.  |
| Dixième     | Philippe Gilbert     | 6 pts.  |
| Onzième     | Mark Renshaw         | 5 pts.  |
| Douzième    | Bernhard Eisel       | 4 pts.  |
| Treizième   | Thomas De Gendt      | 3 pts.  |
| Quatorzième | Ramūnas Navardauskas | 2 pts.  |
| Quinzième   | Tony Martin          | 1 pt.   |

| Premier     | Mark Cavendish       | 45 pts. |
| Deuxième    | Edvald Boasson Hagen | 35 pts. |
| Troisième   | André Greipel        | 30 pts. |
| Quatrième   | Tyler Farrar         | 26 pts. |
| Cinquième   | Fabian Cancellara    | 22 pts. |
| Sixième     | Daniel Oss           | 20 pts. |
| Septième    | Borut Božič          | 18 pts. |
| Huitième    | Tomas Vaitkus        | 16 pts. |
| Neuvième    | Gerald Ciolek        | 14 pts. |
| Dixième     | Jimmy Engoulvent     | 12 pts. |
| Onzième     | Sébastien Hinault    | 10 pts. |
| Douzième    | Grega Bole           | 8 pts.  |
| Treizième   | Mark Renshaw         | 6 pts.  |
| Quatorzième | Juan Antonio Flecha  | 4 pts.  |
| Quinzième   | Francisco Ventoso    | 2 pt.   |

## Classement de l'étape
|    | Coureur              | Pays        | Équipe              |    | Temps           |
| -- | -------------------- | ----------- | ------------------- | -- | --------------- |
| 1  | Mark Cavendish       | Royaume-Uni | HTC-Highroad        | en | 2 h 27 min 02 s |
| 2  | Edvald Boasson Hagen | Norvège     | Sky                 |    | m.t.            |
| 3  | André Greipel        | Allemagne   | Omega Pharma-Lotto  |    | m.t.            |
| 4  | Tyler Farrar         | États-Unis  | Garmin-Cervélo      |    | m.t.            |
| 5  | Fabian Cancellara    | Suisse      | Leopard-Trek        |    | m.t.            |
| 6  | Daniel Oss           | Italie      | Liquigas-Cannondale |    | m.t.            |
| 7  | Borut Božič          | Slovaquie   | Vacansoleil-DCM     |    | m.t.            |
| 8  | Tomas Vaitkus        | Lituanie    | Astana              |    | m.t.            |
| 9  | Gerald Ciolek        | Allemagne   | Quick Step          |    | m.t.            |
| 10 | Jimmy Engoulvent     | France      | Saur-Sojasun        |    | m.t.            |

## Classement général
|    | Coureur                | Pays       | Équipe              | Temps | Temps            |
| -- | ---------------------- | ---------- | ------------------- | ----- | ---------------- |
| 1  | Cadel Evans            | Australie  | BMC Racing          | en    | 86 h 12 min 22 s |
| 2  | Andy Schleck           | Luxembourg | Leopard-Trek        | +     | 1 min 34 s       |
| 3  | Fränk Schleck          | Luxembourg | Leopard-Trek        |       | 2 min 30 s       |
| 4  | Thomas Voeckler        | France     | Europcar            |       | 3 min 20 s       |
| 5  | Samuel Sánchez         | Espagne    | Euskaltel-Euskadi   |       | 4 min 55 s       |
| 6  | Damiano Cunego         | Italie     | Lampre-ISD          |       | 6 min 05 s       |
| 7  | Ivan Basso             | Italie     | Liquigas-Cannondale |       | 7 min 23 s       |
| 8  | Tom Danielson          | États-Unis | Garmin-Cervélo      |       | 8 min 15 s       |
| 9  | Jean-Christophe Péraud | France     | AG2R La Mondiale    |       | 10 min 11 s      |
| 10 | Pierre Rolland         | France     | Europcar            |       | 10 min 43 s      |

## Classements annexes

### Classement par points
|   | Cycliste           | Pays        | Équipe             | Points |
| - | ------------------ | ----------- | ------------------ | ------ |
| 1 | Mark Cavendish     | Royaume-Uni | HTC-Highroad       | 334    |
| 2 | José Joaquín Rojas | Espagne     | Movistar           | 272    |
| 3 | Philippe Gilbert   | Belgique    | Omega Pharma-Lotto | 236    |

### Classement du meilleur grimpeur
|   | Cycliste        | Pays       | Équipe             | Points |
| - | --------------- | ---------- | ------------------ | ------ |
| 1 | Samuel Sánchez  | Espagne    | Euskaltel-Euskadi  | 108    |
| 2 | Andy Schleck    | Luxembourg | Leopard-Trek       | 98     |
| 3 | Jelle Vanendert | Belgique   | Omega Pharma-Lotto | 74     |

### Classement du meilleur jeune
|   | Cycliste       | Pays    | Équipe       | Temps | Temps            |
| - | -------------- | ------- | ------------ | ----- | ---------------- |
| 1 | Pierre Rolland | France  | Europcar     | en    | 86 h 23 min 05 s |
| 2 | Rein Taaramäe  | Estonie | Cofidis      | +     | 46 s             |
| 3 | Jérôme Coppel  | France  | Saur-Sojasun |       | 7 min 53 s       |

### Classement par équipes
|   | Équipe            | Pays       | Temps | Temps             |
| - | ----------------- | ---------- | ----- | ----------------- |
| 1 | Garmin-Cervélo    | États-Unis | en    | 258 h 18 min 49 s |
| 2 | Team Leopard-Trek | Luxembourg |       | 11 min 04 s       |
| 3 | AG2R La Mondiale  | France     | +     | 11 min 20 s       |

## Abandon(s)
Aucun abandon.